# مسجد زغرب
المركز الإسلامي في زغرب والمعروف بـ مسجد زغزب، يقع في مدينة زغرب، وهو أكبر مسجد في كرواتيا. يبلغ مساحته حوالي 10000 متر مربع، بدأ بناؤه عام 1981، واكتمل عام 1987. يتكون من المركز الإسلامي من مسجد، ومدرسة دينية إسلامية (مدرسة د. أحمد سماجلوفيتش)، ومكتبة، وغرف اجتماعات، ومبنى إداري، ومبنى سكني، وآخر اقتصادي.
تبرع أمير الشارقة سلطان بن محمد القاسمي بمبلغ 2.5 مليون دولار أمريكي لبناء المسجد. في عام 1983 ، زار الجالية الإسلامية في زغرب.